# Carlo Ginzburg
Carlo Ginzburg (ur. 15 kwietnia 1939 w Turynie) – włoski historyk, jeden z pionierów tzw. mikrohistorii. 

## Życiorys
Doktorat z historii na Uniwersytecie w Pizie w 1961 roku. Następnie wykładowca na Uniwersytecie w Bolonii,  Uniwersytecie Kalifornijskim w Los Angeles (1988–2006). Obecnie wykłada w Scuola Normale Superiore w Pizie. Był jednym z inicjatorów otwarcia archiwów Watykanu dotyczących inkwizycji.  

## Wybrane publikacje
- The Cheese and the Worms: The Cosmos of a Sixteenth Century Miller, Baltimore 1980.
- The Night Battles: Witchcraft and Agrarian Cults in the Sixteenth and Seventeenth Centuries, Baltimore 1983.
- The Enigma of Piero della Francesca, London 1985.
- Clues, Myths and the Historical Method, Baltimore 1989.
- Ecstasies. Deciphering the Witches Sabbath, New York 1991.
- Occhiacci di legno. Nove riflessioni sulla distanza, Milano 1998.
- The Judge and the Historian. Marginal Notes an a Late-Twentieth-century Miscarriage of Justice, London 1999.
- History, Rhetoric, and Proof. The Menachem Stern Jerusalem Lectures, London - Hanover 1999.
- Das Schwert und die Glühbirne. Eine neue Lektüre von Picassos Guernica, Frankfurt am Main 1999.
- No Island is an Island. Four Glances at English Literature in a World Perspective, New York 2000.
- Un dialogo, Milano 2003.

## Przekład na język polski
- Ser i robaki. Wizja świata pewnego młynarza z XVI w., przeł. Radosław Kłos, posłowiem opatrzył Lech Szczucki, Warszawa: Państwowy Instytut Wydawniczy 1989.
- Czytać między wierszami. Lektury, szkice, noty, przeł. Joanna Ugniewska, Wydawnictwo Słowo/obraz terytoria 2023, ISBN 978-83-7908-264-3.